# قذافي جنجلاني
قذافي أبو بكر جنجلاني (3 مارس 1975 – 4 سبتمبر 2006) كان أمير جماعة مورو المسلحة المعروفة باسم جماعة أبو سياف.
هو مواطن فلبيني يتحدث اللغة السولوية واللغة التاغالوغية، وبعض العربية. شارك جنجلاني في اختطاف وقتل الرهائن ضد رعايا الولايات المتحدة ورعايا أجانب آخرين داخل الفلبين وحولها. يُزعم أن الجنجلاني خدم كأمير أو زعيم روحي لجماعة أبو سياف. عرضت حكومة الولايات المتحدة مكافأة قدرها 5 ملايين دولار أمريكي (216.000.000 بيسو فلبيني) مقابل القبض على جنجلاني.
في 27 ديسمبر 2006 أفاد الجيش الفلبيني أنه قام بانتشال ما يبدو أنه رفات جنجلاني بالقرب من باتيكول في جزيرة سولو في جنوب الفلبين. وأمر بإجراء اختبارات الحمض النووي على الجثة، وفي 20 يناير 2007 أعلن قائد الجيش العام هيرموجينيس إسبيرون جونيور تأكيد هوية الجثة من خلال اختبار مقارنة الحمض النووي مع شقيقه الذي أجراه مكتب التحقيقات الفدرالي الأمريكي.